# 막심 쇼스타코비치

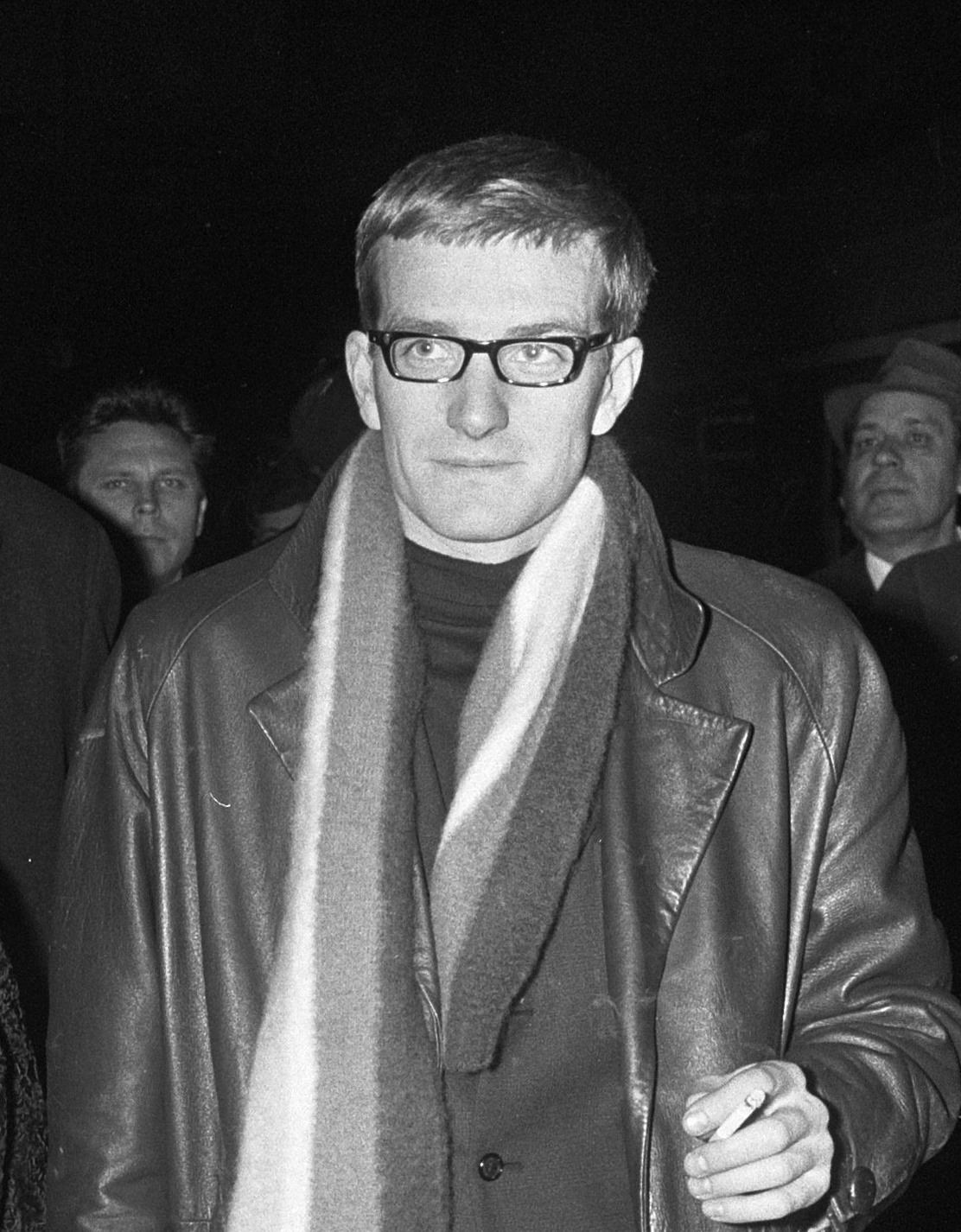
막심 쇼스타코비치 (1967)

막심 드미트리예비치 쇼스타코비치(러시아어: Максим Дмитриевич Шостакович, 1938년 5월 10일 ~ )는 러시아의 음악가로 지휘자이자 피아니스트이다. 드미트리 쇼스타코비치의 둘째로 레닌그라드에서 태어났다.
모스크바 음악원과 상트페테르부르크 음악원(당시에는 레닌그라드 음악원)에서 수학했다. 이후 막심은 1957년에 아버지 드미트리의 피아노 협주곡 2번(Op.102)을 헌정받고 초연 협주자가 되기도 했다. 이후 지휘자가 된 막심은 1972년 1월 8일 아버지의 교향곡 제15번의 초연을 지휘했다. 아버지의 사후인 1981년에 미국으로 이주한 그는 뉴올리언즈 교향악단, 홍콩 필하모닉 악단의 지휘자를 거쳐 최종적으로 러시아로 돌아왔다.
프라하 교향악단(cs)을 지휘하여 아버지의 교향곡 전곡을 수록한 적도 있다.
막심의 아들인 드미트리 막시모비치 쇼스타코비치도 피아니스트이다.